# Vladimir Antipov
Vladimir Borisovič Antipov (in russo Владимир Борисович Антипов?; Apatity, 14 gennaio 1978) è un ex hockeista su ghiaccio russo.

## Palmarès

### Mondiali
- 2 medaglie:
  - 1 argento (Svezia 2002)
  - 1 bronzo (Austria 2005)